# Re Voltere
Re Voltere är rockbandet Dia Psalmas femte studioalbum, vilket gavs ut den 25 februari 2009. Från skivan släpptes två ej fysiska singlar, "Kalle Iskall" den 29 december 2008 (gratis nedladdning) och "Kulisser", som hade premiär på radiokanalen Bandit Rock den 16 januari 2009, då det ej kommer att släppas någon riktig singel. Skivan spelades in under augusti-oktober 2008 i IF Studios i Göteborg med Roberto Laghi som producent. Skivan skiljer sig från tidigare album i och med att alla medlemmar denna gång har skrivit låttexter. För första gången i Dia Psalmas historia är även bandet trummis, Stipen, textförfattare.
Till låten "Kulisser" spelades även in en musikvideo med Patric Ullaeus. Från 17 februari 2009 fram till utgivningsdagen fanns hela albumet att lyssna på fritt via bandets Myspace.
Albumet placerade sig på 21:a plats på den svenska försäljningslistan för vecka 10 2009.

## Låtlista
1. Kulisser
2. För Martyrernas Skull
3. Stormarnas Rådslag
4. Igen & Igen
5. Kalle Iskall
6. Far Med Osanning
7. Tre Historier
8. Från Och Med Nu
9. Mental Rigor Mortis
10. Djupa Skogen
11. Enskede Gård 16.II
12. Ave Crux Spes Unica
13. Gryningstid
14. Världen I Detalj

## Banduppsättning
- Micke "Ulke" Johansson - gitarr, sång
- Fredrik "Ztikkan" Blomberg - bas, sång
- Stefan "Stipen" Carlsson - trummor,
- Pontus Andersson - gitarr, sång

## Listplaceringar
| Lista (2009) | Topplacering |
| ------------ | ------------ |
| Sverige      | 21           |